# Jafar Khan Zand
Jafar Khan Zand (+1789) fou un xa de Pèrsia de la dinastia Zand. Era fill de Muhammad Sidik Khan Zand.
El seu pare el va nomenar governador d'Esfahan càrrec que va exercir fins al 1782 pel seu compte (després va conservar la posició nominalment sota el següent xa fins al 1785). Quan el seu pare i alguns dels seus germans foren executats per Ali Murad Khan Zand després de la conquesta de Siraz el 1782, Jafar es va lliurar per ser amic personal d'Ali Murad.
Ali Murad llavors es va establir a Esfahan, en posició més central per fer front a l'amenaça dels qadjars, mentre Jafar Khan Zand, que tenia aquest govern, fou enviat a sufocar una revolta a la província (més aviat districte) de Kamsa al mateix Fars. El 1783 Ali Murad va derrotar els qadjars, però després va caure en una emboscada a les muntanyes Elburz i el seu exèrcit es va desbandar. Ali Murad va aixecar un nou exèrcit però la seva situació compromesa fou coneguda per Jafar, que secretament volia prendre revenja per la mort del seu pare i germans i com que disposava de tropes que tenia per combatre a Kamsa, es va revoltar el 1784 avançant cap a Esfahan. Ali Murad estava malalt però contra les ordes del metges va retornar a Esfahan per defensar la capital, però va morir l'11 de febrer de 1785 i el seu exèrcit es va dispersar. Jafar va entrar a Esfahan sense resistència i es va proclamar xa.
Va morir en combat contra els qadjars a Shiraz el 23 de gener de 1789. No es coneix el nom de la seva dona o dones, però va deixar quatre fills i una filla:
- Zill Allah Lutf Ali Khan, el successor
- Khushru Khan, designat regent pel seu germà el 1791
- Abbas Kuli Khan
- Najaf Ali Khan
- Maryam Khanum, esposa de Fath Ali Shah